# Martin Johnson (músico)
Martin Bennett Johnson (Andover, 9 de septiembre de 1985) es un cantante, compositor y productor musical estadounidense.
Además era el principal cantante de la banda de rock Boys Like Girls y actualmente cantante de The Night Game. Ha escrito y producido para varios artistas, incluyendo
Taylor Swift,
Avril Lavigne,
Daughtry,
Jason Derulo,
Christina Perri,
Gavin DeGraw,
Hot Chelle Rae, y muchos más.
Varias de las canciones de Johnson ―"The Other Side", "Here's to never growing up", "Two Is Better Than One" (de la que fue el único autor), "Love Drunk", "The Great Escape," "You'll Always Find Your Way Back Home"― han llegado a tener certificados de platino por la RIAA.

## Carrera
Johnson creció en Andover (Massachusetts) y estudió en la escuela secundaria de esa ciudad, donde se graduó en 2004. Martin recibió su primera guitarra ―una acústica de 100 dólares― cuando tenía 7 años. Su primera guitarra eléctrica fue una Squier. Actualmente posee alrededor de 20 guitarras, la mayoría de Gibson.
Vivió durante tres años en Lompoc (California).
En Boston (Massachusetts) formó la banda Boys Like Girls con Paul DiGiovanni, John Keefe y Morgan Dorr.
Actualmente vive en esa ciudad con sus compañeros de banda.
Desde que lanzaron su álbum debut, llamado Boys like girls, han vendido un millón de copias y han acumulado más de 120 millones de reproducciones de sus canciones en el sitio web MySpace.
Johnson produjo la última grabación de la banda, Crazy world.
Johnson coescribió con Taylor Swift, la canción "You'll Always Find Your Way Back Home", que se utilizó en la banda sonora de la película Hannah Montana. También coescribió junto con Swift la canción "If This Was a Movie", canción incluida en la versión deluxe de su álbum Speak Now del año 2010
Recientemente, Johnson produjo y coescribió
"Here's to never growing up" (de Avril Lavigne)
"The other side" (de Jason Derulo),
"Acapella" (de Karmin).
"The way it used to be" (de Mike Posner).
"Best I ever had" (de Gavin Degraw) y
"Human" (de Christina Perri).

## Referencias

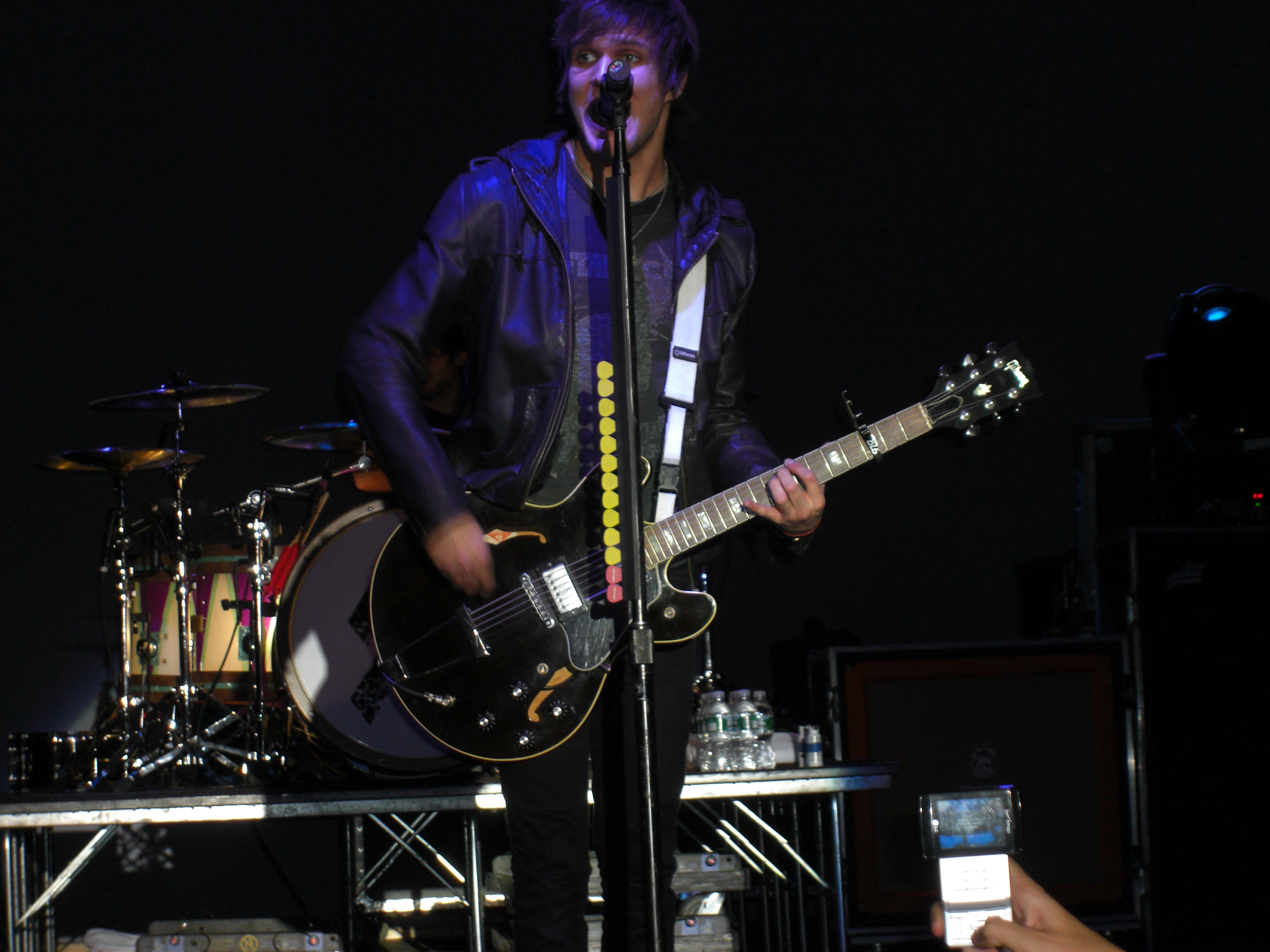
Martin Johnson es el cantante principal de Boys Like Girls.